# Ballouneh
Ballouneh (en arabe: "بلونة") est un petit village près de Ajaltoun situé dans le caza du Kesrouan dans le Mont-Liban. Le village occupe une superficie d'environ 3,93 km2 et est situé à une altitude de 700-800 m.

## Étymologie
Il y a deux versions contradictoires concernant l'origine du mot Ballouneh; la première voudrait que ce soit une origine syriaque ballani/ballana voulant dire « salle de bains », ou l'autre d'origine grecque qui suppose une référence au nom du dieu grec Apollon.

## Sites importants
- Le vieux mur romain près de la mairie.
- La maison du Cheikh Abou Nader el Khazen
- L'église Sainte-Marie (qui existe depuis plus de 500 ans)